# Marumba omeii
Marumba omeii is een vlinder uit de familie van de pijlstaarten (Sphingidae). De wetenschappelijke naam van de soort is voor het eerst geldig gepubliceerd in 1936 door Benjamin Preston Clark.